# Ébriélagune

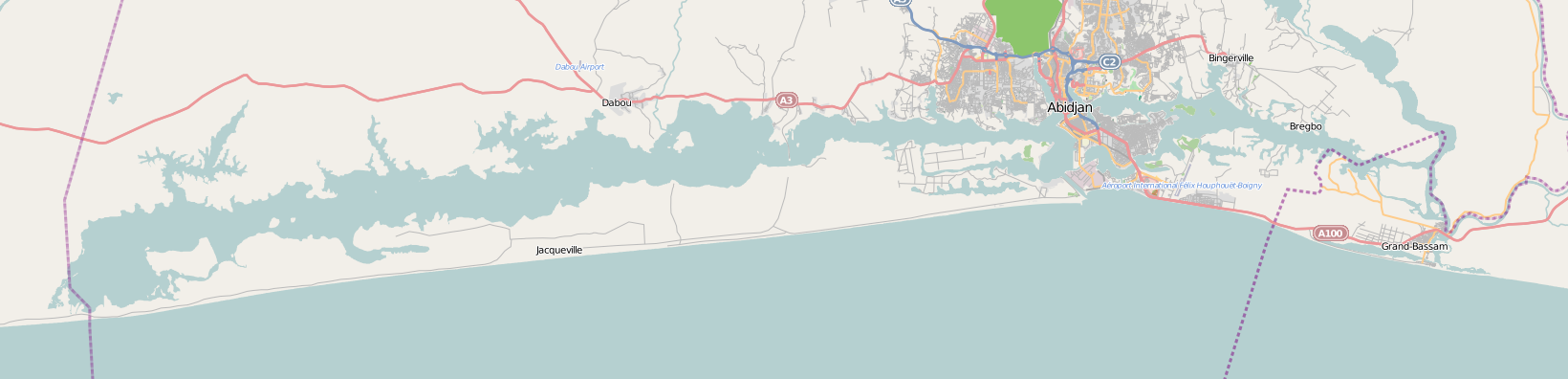
De Ébriélagune

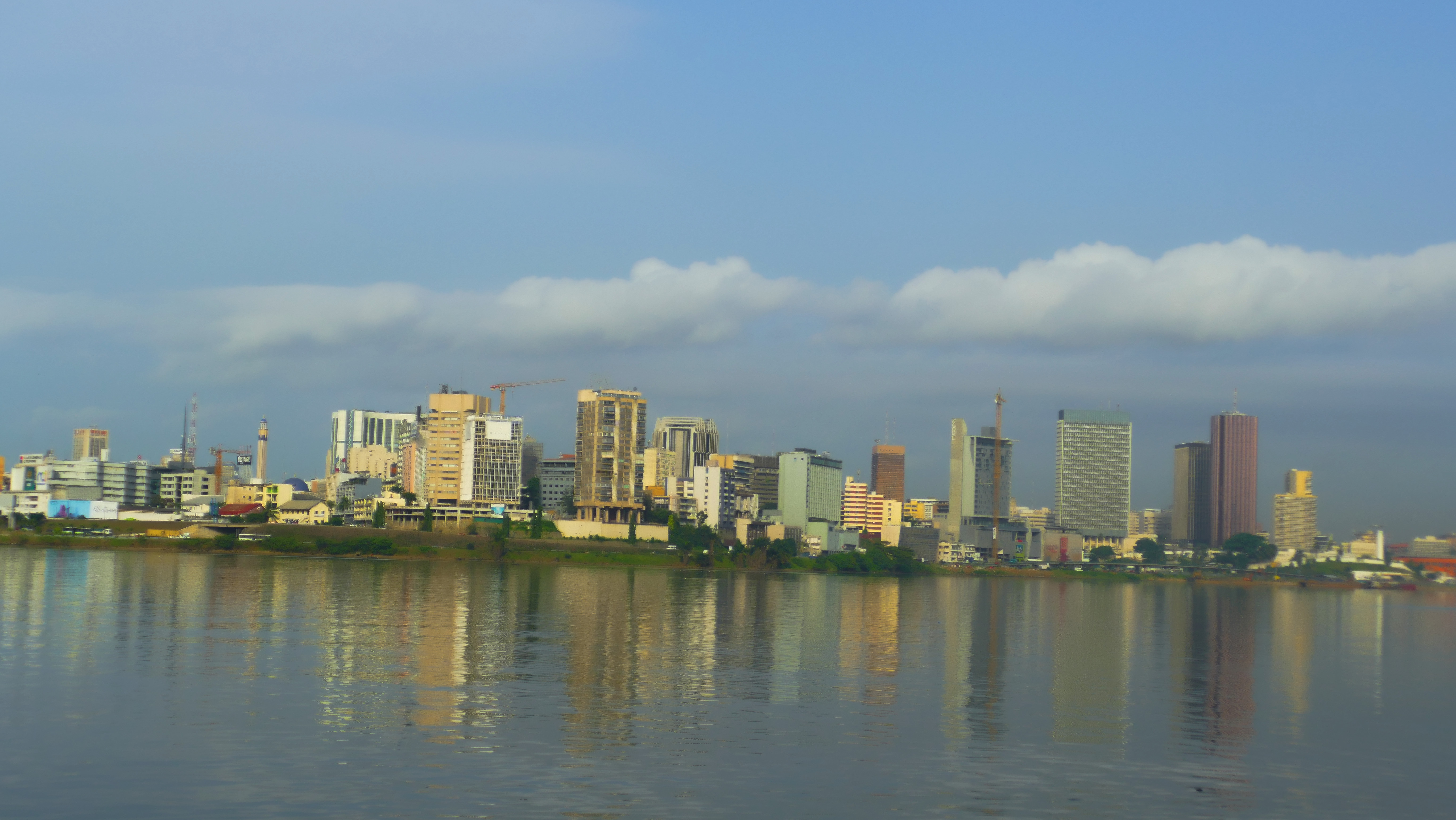
Abidjan gezien vanaf de lagune

De Ébriélagune is een zoutwaterlagune langs de kust van Ivoorkust aan de Golf van Guinee. De lagune is 560 km² groot, maximaal 7 km breed en gemiddeld 4,8 meter diep. De rivieren Komoé, Mé en Agnéby monden erin uit. De belangrijkste stad van Ivoorkust, Abidjan, werd gebouwd aan de oevers van en op eilanden in de lagune. Andere steden aan de lagune zijn Grand-Bassam, Bingerville, Jacqueville en Dabou.
De haven van Abidjan werd doorheen de lagune en haar schoorwal in het zuiden toegankelijk gemaakt voor grote schepen door het Vridikanaal. Dit kanaal werd geopend in 1950. De toegang tot de haven van Abidjan werd van bij aanvang gehinderd door de relatieve ondiepte van de lagune. In 1903 werd er door de Franse koloniale overheid begonnen met het dreggen van een vaarroute tussen de haven en de oceaan. Dit project moest na twee jaar worden opgegeven. In 1912 werd als alternatief het graven van een kanaal voorgesteld, maar de graafwerken werden gestaakt bij het begin van de Eerste Wereldoorlog. Om de economische ontwikkeling en de export te bevorderen werden nieuwe plannen gemaakt voor een kanaal. In 1935 werd begonnen met het graven van het Vridikanaal. Dit kanaal werd tussen 200 en 370 meter breed, 2,7 km lang en 11 tot 15 meter breed. Na een onderbreking tijdens de Tweede Wereldoorlog werd het kanaal voltooid in 1950. Zo werd de haven verbonden met de Golf van Guinee.
Verder verbindt het Assagnikanaal de lagune met de rivier Bandama in het westen.